# 平岡政典
平岡 政典（ひらおか まさのり、1947年〈昭和22年〉5月1日 - ）は、日本の政治家。元香川県善通寺市長（3期）。

## 来歴
香川県善通寺市に生まれる。1970年3月、立教大学経済学部経済学科卒業。
1983年4月、善通寺市議会議員に初当選。1996年5月、議長就任。
1997年3月、市議会議員を辞職。同年4月、善通寺市助役に就任。2007年4月、善通寺市副市長に就任。
2009年12月、善通寺市長選挙へ立候補する意向を表明。2010年4月、無投票で初当選。5月10日、市長就任。
2018年4月、無投票で3選。
2022年5月9日、退任。
2024年（令和6年）春の受勲に於いて旭日中綬章が授けられることが決定された。

## 市政
- 2021年10月25日、LGBTなど性的少数者のカップルが婚姻に相当する関係にあると認める「パートナーシップ宣誓制度」を12月1日に導入すると発表した[6]。